# چکوری، بهالووال
چکوری (به انگلیسی: Chakori Bhalowal) یک شهرک در پاکستان است که در ناحیه گجرات واقع شده‌است. چکوری ۱۰٬۰۰۰ نفر جمعیت دارد.